# فيليكس يوجين فريتش
فيليكس يوجين فريتش (بالإنجليزية: Felix Eugen Fritsch)‏ (26 أبريل 1879 - 2 مايو 1954) أحيائي بريطاني.